# Teluk (Purwokerto Selatan)
Teluk is een bestuurslaag in het regentschap Banyumas van de provincie Midden-Java, Indonesië. Teluk telt 14.469 inwoners (volkstelling 2010).